# Giovanni Gil
Giovanni Gil, también conocido como Hector Giovanni Gil Portillo (San Salvador, 19 de diciembre de 1971)  es artista plástico y uno de los más grandes exponentes de Grabado en El Salvador. Es el fundador y director de los proyectos Soñar al Revés y Bajo Presión y ganador de la Medalla de Plata en el Salón de Arte Contemporáneo El Salvador-Japón.

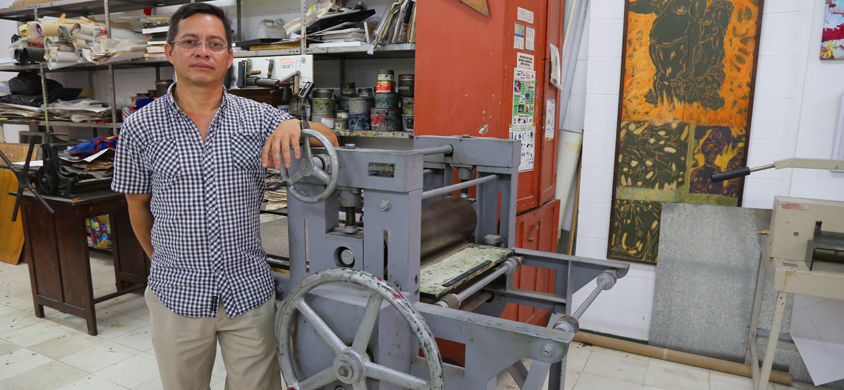
Giovanni Gil, en su taller de Grabado.

## Trayectoria Académica y Profesional
Inicia sus estudios de arte en 1991 en el Centro Nacional de Artes CENAR, con el Bachillerato en Artes donde desarrolla sus habilidades en las escuelas de Teatro, Música, Danza, y Artes Visuales. Es esta última la que lo cautiva y se especializa en la rama del Grabado a petición del Maestro Carlos Cañas, quien fungía en ese tiempo como director del CENAR. Culmina sus estudios en 1993 y es contratado como docente en 1994 en esta misma institución, cuando decide seguir sus estudios universitarios en la Universidad Luterana Salvadoreña donde egresa de Licenciatura en Administración de la Educación.
En 1997 es promovido a Jefe del Taller de Grabado en el CENAR y en 1999 realiza un viaje de estudios a Japón, donde visita escuelas de arte, galerías y museos. En 2001 vuelve a viajar con motivos de estudio a Cuba
Además ejerce el cargo de Director y Coordinador de Artes Visuales del CENAR en 2017.

### Familia
Giovanni Gil nace en una familia emprendedora, sus padres son Marina Portillo y Luis Felipe Gil y tiene dos hermanos.

## Soñar al Revés
El artista Giovanni Gil crea la iniciativa social Soñar al Revés en 2003 con el fin de crear conciencia, informar y acercar a la población salvadoreña con el Grabado y las artes plásticas en general y además cambiar la visión de los salvadoreños para que sueñen al revés con su realidad, es decir que aspiren a cambiar su realidad dando el primer paso, que es según el artista, soñar. Su nombre nace de la técnica del grabado en donde todo lo que se dibuja debe pensarse al revés para que la impresión quede al derecho. Esta iniciativa enmarca exposiciones como:
| Exposición                                 | Año  | País        |
| ------------------------------------------ | ---- | ----------- |
| “Carlos Cañas y El Grabado”                | 2003 | El Salvador |
| “Rostros”                                  | 2003 | El Salvador |
| “Contactos”                                | 2006 | El Salvador |
| “El Grabado como Pretexto”                 | 2007 | El Salvador |
| “El Original Múltiple”                     | 2008 | El Salvador |
| “El Grabado como Pretexto" Segunda Edición | 2010 | El Salvador |

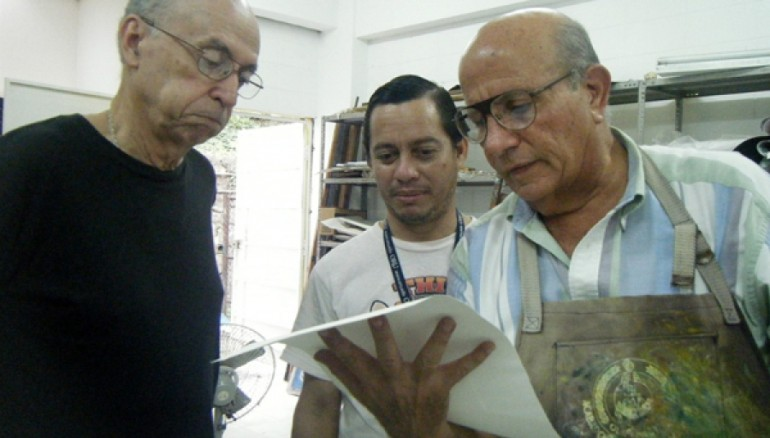
Giovanni Gil enseñando grabado junto a Carlos Ruiz y Salvador Llort
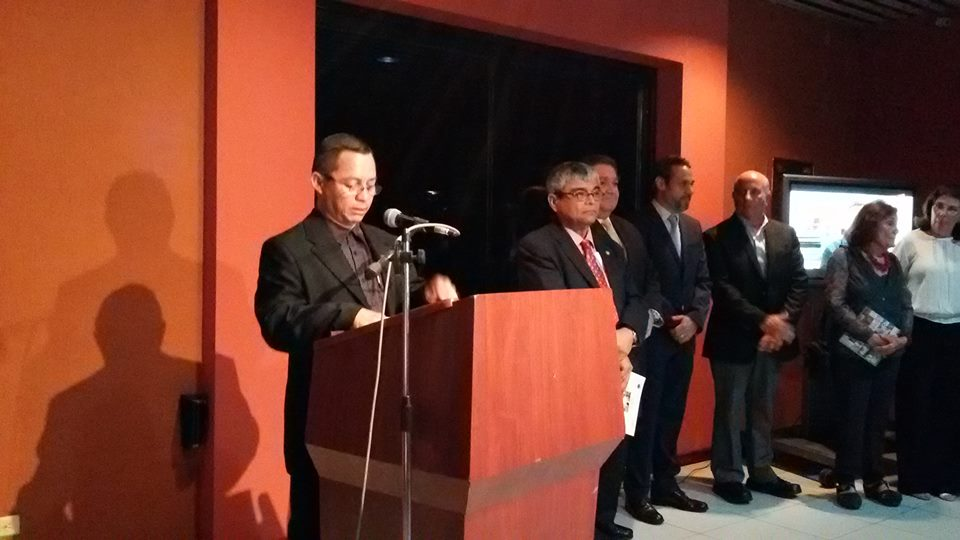
Giovanni Gil en el discurso inaugural de Bajo Presión, Soñar al Revés.
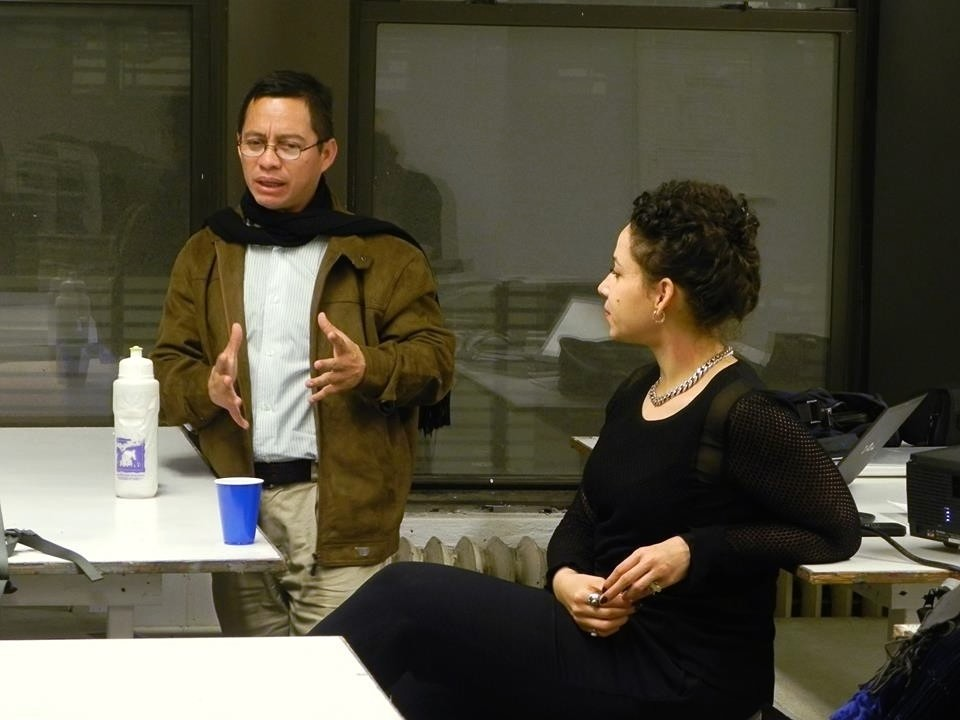
Giovanni Gil dando una confenrencia en Manhattan Graphics Center, Nueva York
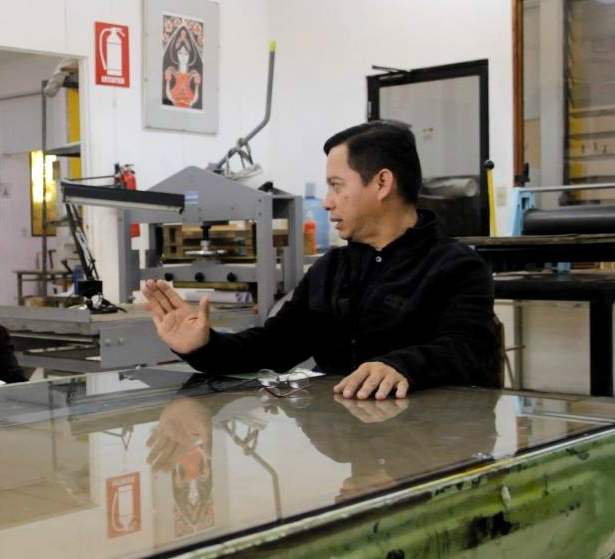
Giovanni Gil siendo entrevistado para Arte y Fe Network
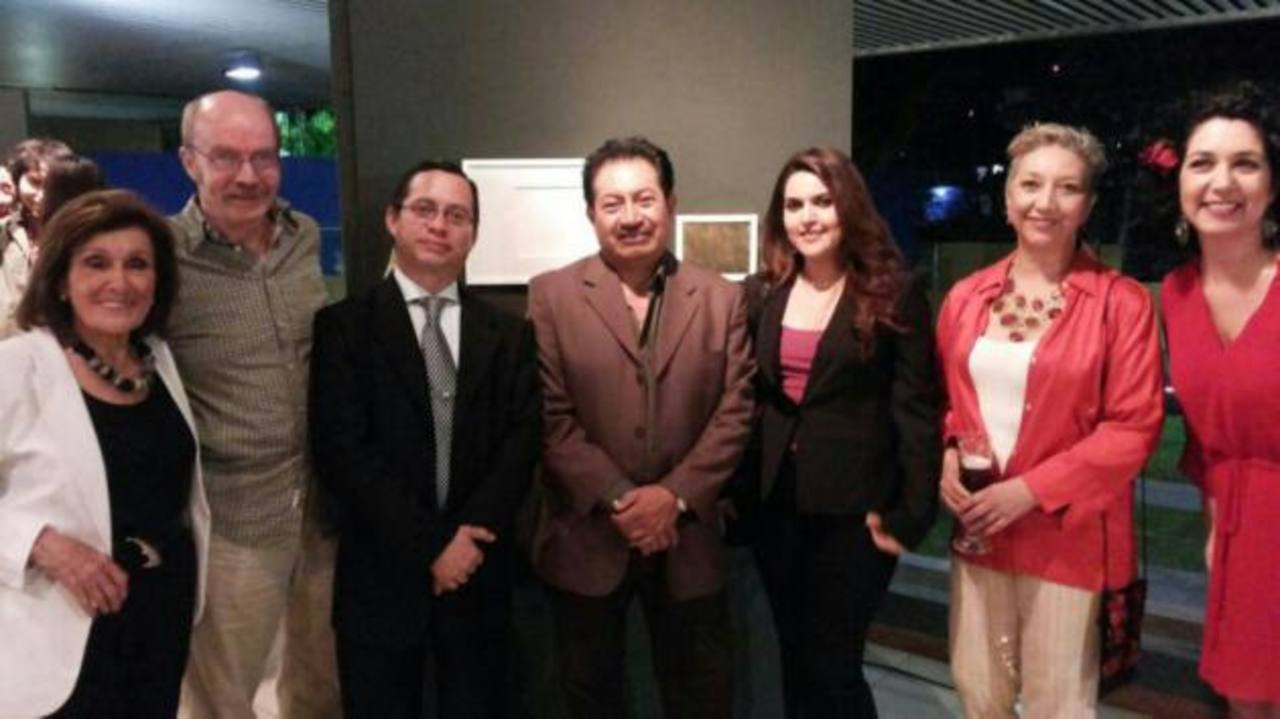
Giovanni Gil junto a participantes y amigos de Bajo Presión.

### Bajo Presión

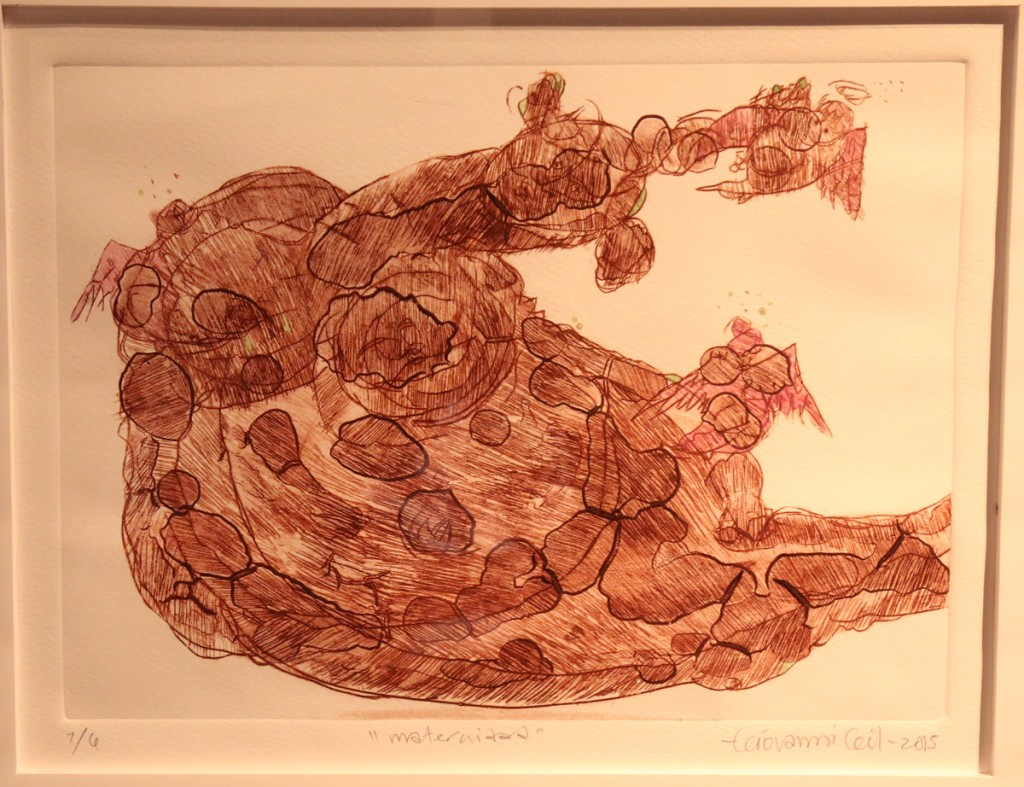
Grabado de Giovanni Gil, exposición Bajo Presión 2016

“El proyecto tiene finalidad de generar una participación entre los artistas establecidos, emergentes e iniciados (estudiantes) en la práctica del grabado, con la finalidad del traspaso de conocimiento” - Giovanni Gil.
Así es como Giovanni Gil define el proyecto del cual es fundador y director. Bajo Presión nace con un objetivo primordial, el cual es unir al gremio de artistas en El Salvador, y no solo buscar unidad entre ellos sino que estos retomen la técnica que fue y ha sido practicada por grandes exponentes del arte plástico en la historia. Su nombre nace del proceso de la creación de un grabado en donde se ejerce presión sobre dos superficies y se obtiene una imagen, pero también nace tal y como lo relata uno de los participantes Juan Glower de la presión de grupo que se genera en donde las opiniones de todos cuentan y se debe despojar de la individualidad para formar parte de un todo; entre las técnicas que este exponente del arte ha incentivado a aprender o desarrollar a mayor profundidad son Aguafuerte, Aguatinta y Punta Seca.
“[...] se busca pues la democratización de las artes visuales, tanto en el consumo visual, así como material” - Giovanni Gil.

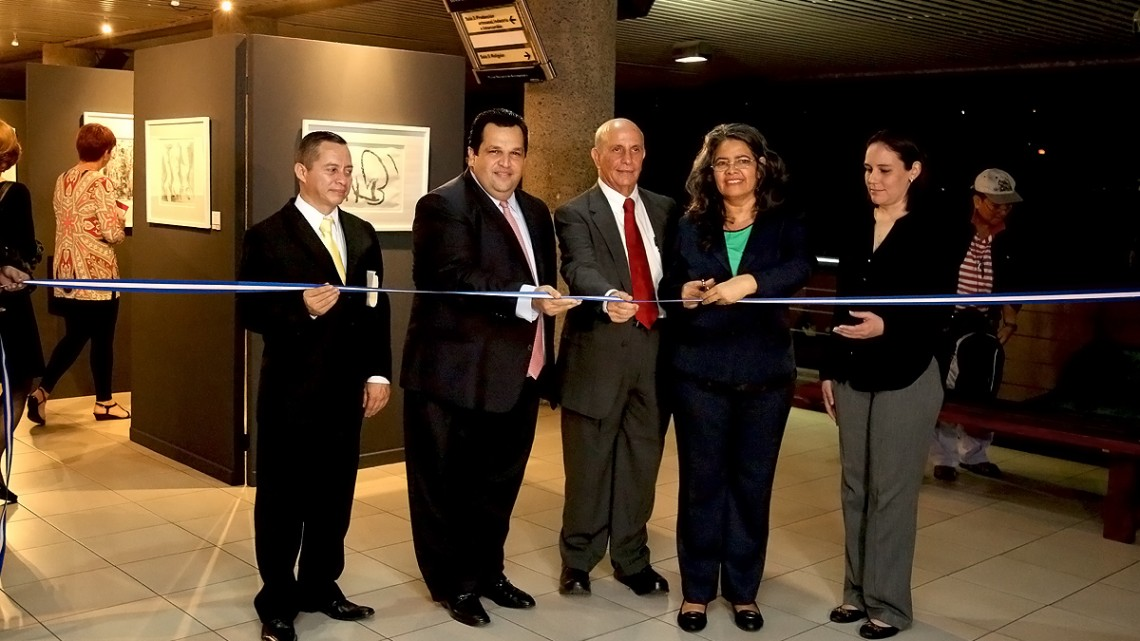
Giovanni Gil, inaugurando Bajo Presión 2016 en el Museo Nacional de Antropología (MUNA)

Este proyecto en particular reunió en su primera edición en 2013 a 22 artistas salvadoreños y estudiantes de grabado y fue dedicado a la persona que inspiró a Giovanni a emprender en las artes, Carlos Cañas. .
En Bajo Presión 2014 participaron 32 artistas y estudiantes , es en esta cuando la Secretaria de Cultura designa el mes de febrero del 2014 como mes del Grabado en El Salvador. En Bajo Presión 2015 se reunieron 36 artistas entre estos estudiantes al igual que en ocasiones anteriores con el fin de apoyar a los jóvenes talentosos salvadoreños a forjar su carrera en el arte.
En 2016 se realiza la actividad por cuarto año consecutivo y crece el número de participantes al ser 44 artistas y estudiantes, la técnica que se trabajó en esa ocasión fue Calcografía-Punta Seca y en su mayoría los grabados fueron iluminados. A su vez Silvia Elena Regalado, Secretaria de Cultura, vuelve a denominar a febrero como mes del grabado en el marco de la presentación del trabajo en Bajo Presión 2016 . Otro aspecto importante que enmarca a todas las ediciones de Bajo Presión es que la colección de grabados luego de su presentación oficial inicia una itinerancia por todo El Salvador para acercar el arte al público.

## Premios
Giovanni Gil es acreedor de muchos premios inclusive desde antes de comenzar su carrera artística, aquí esta la lista de premios obtenidos:
1. Segundo Lugar en Dibujo, en el concurso para instituciones educativas del Ministerio de Educación en 1984.
2. Tercer Lugar en el concurso de arte Palmares Diplomat, con un grabado en el 2000.
3. Mención Honorífica en la Primera Bienal de Arte Paiz en el 2001.
4. Mención Honorífica en Arte Joven del Centro Cultural de España en El Salvador, en el 2002.
5. Medalla de Plata en el Salón de Arte Contemporáneo El Salvador-Japón en el 2008.[3]
6. Mención Honorífica en la subasta de arte SUMARTE del museo de arte MARTE en el 2010.

Reconocimientos:
1. Reconocimiento público de Propiedad Intelectual en la Disciplina de Artes Visuales: Grabado y Pintura, por parte del Centro Nacional de Registros (CNR) en el 2003.

## Obra
"Giovanni Gil es un excelente trabajador del grabado en sus varias manifestaciones. Su trabajo nos provee un vínculo con su creatividad, para que seamos capaces de atender, visitar y penetrar la gracia de la linea como depositaria de la forma. Así expresa agudamente la fuerza y la delicadeza. Todo su producto es por lo tanto parte de su sensibilidad. Ver su grabado, es por lo tanto ver su creatividad."
Así es como Carlos Cañas describió la línea, estilo y obra de Giovanni, quien aunque su especialidad es el grabado también desarrolla otras áreas de las artes plásticas y su estilo esta más enfocado con el arte contemporáneo . Ha realizado más de 80 exposiciones individuales y colectivas y su obra se encuentra en distintas colecciones privadas en países como: Japón, Dinamarca, Colombia, Estados Unidos, Chile, Brasil, Guatemala, Cuba, Puerto Rico, España, Francia, Túnez, El Salvador, Canadá, Sudáfrica, Portugal, entre otros.
Además del arte plástico, Gil ha escrito un manifiesto del cual esta publicado su primer capítulo llamado "Maldita Herencia" en el que explica un poco de la historia del arte, del grabado y del apoyo a los artistas en El Salvador. También ha servido de referencia en otras publicaciones como 'Procesos del arte en El Salvador' . Y pertenece a Asociación de Artistas Plásticos de El Salvador.